# Баян I
Баян I — первый аварский каган в 562—602 годах, полулегендарный основатель Аварского каганата.

## Биография
В 562 году авары под предводительством Баяна разгромили антов и продвинулись к устью Дуная, откуда совершили ряд набегов на север, в том числе в районы расселения дулебов. В результате, как сообщал современник этих событий Иоанн Эфесский, авары усилились за счёт покорённых народов.
В 565 году император Юстин II прекратил выплату аварам даров, полагая что Византия достаточно окрепла и не нуждается больше в услугах «аварских федератов» для борьбы с другими варварами.
В том же году авары нападали на Тюрингию и удачно воевали с франками, пленив их короля Сигиберта I.
В 567 году авары в союзе с лангобардами победили в войне гепидов, которым помогала Византия, и овладели долиной Тисы. Год спустя, после ухода лангобардов в Италию, авары стали хозяевами всей Паннонии, превратив её в основной очаг своих нападений на византийские владения. Уже в 568 году хан Баян I потребовал от византийского императора выплаты дани, угрожая разорением его земель силами бывших союзников кутригуров:

«Я таких людей пошлю на Римскую землю, потеря которых не будет для меня чувствительна, хоть бы они все погибли».

Обосновавшись в Среднем Подунавье, авары под руководством талантливого и энергичного вождя Баяна возвели систему «хрингов» — оборонительных сооружений, состоявших из концентрических кругов укреплений. Существует предположение, что главный из этих «хрингов», представлявший основную резиденцию кагана и его окружения, находился на месте современного города Тимишоары.
Византии был предложен мирный договор, согласно которому авары собирали дань с её территорий в обмен на охрану северо-западной границы империи от славянских набегов. Соблюдая этот договор, летом 587 года по призыву императора Тиберия II аварский каган Баян с помощью имперского военачальника Иоанна переправился через реку Сава в Иллирике. По данным Менандра, аварское войско состояло из более чем шестидесяти тысяч всадников в доспехах. Авары разгромили отряды славян, основные вооруженные силы которых в то время находились в походе на Грецию. Баян I утверждал, что:

«.. много мириад пленников из ромейской земли, у словен бывших в рабстве, снова вернул ромеям ..»

Впоследствии Баян I предложил словенам мирный договор на условиях Тиберия II и назначил им выплату ежегодной дани.
Авары дошли на западе до Тюрингии и Италии, на юге — почти до Константинополя, подчинили Иллирию и Далмацию. В период своего наивысшего могущества границы Аварского каганата простирались от Эльбы до Альп, и от Причерноморья до Адриатики. Каганат, используя союзников и вассалов, стремился усилить своё влияние на Дону и Балтике, пытаясь нажиться не только за счёт войн и дани, но и таможенных сборов.